# Comuna Velîka Omeleana
Velîka Omeleana (în ucraineană Велика Омеляна) este o comună în raionul Rivne, regiunea Rivne, Ucraina, formată din satele Velîka Omeleana (reședința) și Veresneve.

## Demografie
Componența lingvistică a comunei Velîka Omeleana
     Ucraineană (98,41%)
     Rusă (1,49%)
     Alte limbi (0,05%)
Conform recensământului din 2001, majoritatea populației comunei Velîka Omeleana era vorbitoare de ucraineană (98,41%), existând în minoritate și vorbitori de rusă (1,49%).